# 「良心話事，守護孩子」公民教育開學禮大集會
「良心話事，守護孩子」公民教育開學禮大集會是香港的集會活動，為一系列反德育及國民教育科的事件之一，由民間反對國民教育科大聯盟在2012年9月1日下午2時於香港島添馬艦立法會大樓及添馬公園發起。該次活動分為兩部份，先是嘉年華，後是正式大集會。主辦事表示有4萬人參與，而警方表示最高峰時有8,100人。

## 發起原因
發起組織認為教育局局長吳克儉扭曲民意，在亞洲電視國際台節目《時事縱橫》回應主持提問「是否認為沉默大多數都是支持國民教育」時，回應一句「I believe so」（我相信是），忽視反對開辦國民教育科的意見，因此決定發起此大集會。

### 第1部份：嘉年華
此部份於下午2時至4時半在立法會大樓舉行，由黃志淙、柳俊江、梁少玲及葉寶琳主持開幕，不同機構在嘉年華的「體驗學習區」和「探究學習區」設置共二十五個攤位，以遊戲及探索方式教授公民和人權教育。期間有持相反意見的市民到場與參與者對罵，最後被保安人員勸離。

### 第2部份：大集會
此部份於下午5時半開始在添馬公園舉行。大集會期間，學民思潮召集人黃之鋒、國民教育家長關注組發起人陳惜姿、「良心教師」吳美蘭，以及藝人歐錦棠、黃家強均上台發表講話；凌晨時份，學民思潮的3名絕食成員林朗彥、凱撒和黃莉莉因身體狀況轉差宣佈提早結束56小時的絕食行動，並由民間反對國民教育科大聯盟其中10名成員包括教協副會長黃克廉、教協理事兼退休教師韓連山、香港理工大學前副教授何芝君、家長組關注成員黃瑞紅、學聯秘書長李成康、大學生熊婉婷、詹玟玟、鄧永威、李澤民、陳德運接力繼續絕食行動。
添馬公園在大集會開始後不久，下午6時前已迅速爆滿，民間反對國民教育科大聯盟在立法會大樓、添美道行人路及政府總部設置投影機及大型屏幕，即場直播大集會。較後抵達的集會人士被安排前往立法會大樓，該處在晚上7時前亦告爆滿；更後抵達的集會人士在添美道行人路繼續集會，結果添美道在晚上8時至9時也終告爆滿；最後抵達的集會人士進入政府總部，與留守在該處的學民思潮成員和義工一同觀看直播。
集會原定在晚上8時半完結，但截至當晚10時許才正式結束。

## 各界反應
教育局發表聲明呼籲各界以冷靜及持平態度提供意見，並重申德育及國民教育科課程與《中國模式：國情專題教學手冊》並無關係。
其中一名出席者黃英琦表示，活動分別由家長及民間團體策劃，不見政黨參與其中。她認為由市民主導的運動較政黨主導更堅定、行動亦較多元和具創意。